# Довгій Юрій Юрійович
Довгій Юрій Юрійович (нар.20 січня 1963) — український учений-ветеринар. Доктор біологічних наук, професор. Академік АН ВШ України з 2010 р.
Народився у с. Монастирець Хустського району Закарпатської обл. У 1978 р. закінчив Монастирецьку восьмирічну школу і вступив до Мукачівського технікуму на факультет ветеринарної медицини. З 1982 р. працював ветеринарним фельдшером у Рахівському р-ні с. Богдан. 3 1982 по 1984 р. служив у лавах Радянської армії. У 1984 р. вступив до Української сільгоспакадемії (м. Київ) на ветеринарний факультет, який закінчив з відзнакою у 1989 р. 3 1989 по 1995 p. працював ветеринарним лікарем на посадах головного ветлікаря господарства та епізоотолога при районній ветеринарній станції м. Тараща. У 1993 р. вступив до заочної аспірантури Української сільгоспакадемії, в 1995 р. перевівся до очної аспірантури, а у 1996 р. захистив кандидатську дисертацію зі спеціальності 16.00.11 — паразитологія, гельмінтологія. У 1996 p. почав працювати у Державному агроекологічному університеті на кафедрі акушерства, терапії і хірургії на посаді асистента. 3 1999 по 2002 р. працював на посаді директора Наукового центру з вивчення особливо небезпечних хвороб м. Житомира. У 2003 р. отримав диплом доцента, а в 2005 р. захистив докторську дисертацію зі спеціальності 16.00.11. — паразитологія, гельмінтологія. 3 2006 р. — завідувач кафедри паразитології, ветсанекспертизи та зоогігієни Житомирського національного агроекологічного університету. У 2007 р. отримав диплом професора.